# Analitička kemija
Analitička kemija je grana kemije koja se bavi istraživanjem kvalitativnog i kvantitativnog sastava tvari metodama kemijske analize. Ako se istražuje od čega se neka tvar sastoji, radi se o kvalitativnoj analizi, a ako se traže omjeri pojedinih sastavnih dijelova tvari, govori se o kvantitativnoj analizi. 
Analitička kemija je kemijska disciplina koja proučava i razvija metode odjeljivanja, dokazivanja i određivanja analita u složenim uzorcima.

## Što sve uključuje analitička kemija?
Analitička kemija uključuje odjeljivanje, dokazivanje i određivanje pojedinih sastojaka (analita) u uzorku tvari. Sastojak uzorka koji se određuje naziva se analit.
Kvalitativnom analizom pribavljaju se saznanja o kemijskom identitetu analita u uzorku a kvantitativna analiza daje brojčane podatke o relativnim količinama jednog ili više analita. Prije izvođenja kvantitativne analize potrebni su kvalitativni podaci. Odjeljivanja su često dio i kvalitativne i kvantitativne analize.

## Uloga analitičke kemije u znanosti
Poznati kemičar Wilhelm Ostwald pisao je 1894. o analitičkoj kemiji kao „umjetnosti raspoznavanja različitih tvari i određivanja njihovih sastavnih dijelova” te zato zauzima istaknuto mjesto u primjeni znanosti. Danas je analitička kemija manje umjetnost a puno više znanost s vrlo širokom primjenom npr. u industriji automobila, medicini, metalurgiji, eksploataciji nafte i plina, agronomiji, arheologiji itd.

## Podjela kvantitativnih analitičkih metoda
Rezultati tipične kvantitativne analize dobivaju se iz dviju vrsta mjerenja:
1. mjerenje mase ili volumena uzorka za analizu,
2. mjerenje nekog svojstva koje je razmjerno količini analita u tom uzorku, čime najčešće analiza i završava.

Kemičari svrstavaju analitičke metode prema prirodi tog završnog mjerenja.
- Gravimetrijskim metodama određuje se masa analita ili kemijskog spoja koji je u poznatom kemijskom odnosu s analitom.
- Volumetrijskim metodama mjeri se volumen otopine reagensa potrebnog za potpunu reakciju a analitom.
- Elektroanalitičkim metodama mjere se električna svojstva kao što su potencijal, jakost struje, otpor i količina elektriciteta.
- Spektroskopske metode temelje se na mjerenju interakcije između elektromagnetskog zračenja i atoma ili molekula analita, ili na mjerenju zračenja koje analit emitira.

Preostaje skupina različitih metoda koje se temelje na mjerenjima svojstava kao što je odnos mase i naboja, brzina radioaktivnog raspada, toplina reakcije, termička vodljivost, optička aktivnost.

## Stupnjevi tipične kvantitativne analize
Tipična kvantitativna analiza sastoji se od niza faza:

## Vanjske poveznice
Mrežna mjesta
- analitička kemija Hrvatska enciklopedija
- Svjetlana Luterotti, Uvod u kemijsku analizu  Arhivirana inačica izvorne stranice od 25. siječnja 2021. (Wayback Machine), Farmaceutsko-biokemijski fakultet u Zagrebu, Zagreb, 2001.

| Portal:Kemija | Portal: Kemija |